# Famille Bufalino
La famille Bufalino, aussi connue sous le nom de famille Pittston , famille Scranton Wilkes-Barre ou famille de Northeastern Pennsylvania était une famille mafieuse américaine active au XXe siècle en Pennsylvanie du Nord-Est, dans les villes de Scranton, Wilkes-Barre et Pittston. La famille Bufalino n'est plus active depuis l'an 2008.

## Membres

### Chefs
- 1900 à 1903 : Tomasso Petto (en)
- 1903 à 1908 : Stefano LaTorre (en)
- 1908 à 1933 : Santo Volpe
- 1933 à 1949 : Giovanni « John » Sciandra (en)
- 1949 à 1959 : Giuseppe « Joe le barbier » Barbara, Sr. (en)
- 1959 à 1994 : Rosario Alberto « Russell » Bufalino
- 1994 à 2008 : William « Big Billy » D'Elia (en)

### Autres membres
- James Ostico
- Edward « Eddie the Conductor » Sciandra (en)
- Angelo Polizzi
- Anthony F. Guarnieri
- Frank Cannone
- Anthony J. Mosco
- Frank Sheeran[2]